# Alfonso Bialetti
Pour les articles homonymes, voir Bialetti (homonymie).
Alfonso Bialetti, né à Casale Corte Cerro le 17 juin 1888 et mort à Omegna le 5 mars 1970, est un ingénieur italien connu pour l'invention de la cafetière Moka Express en 1933. Il est le fondateur de l'entreprise Bialetti.

## Biographie

### Création de l'entreprise Bialetti
Alfonso Bialetti acquiert ses premières connaissances en métallurgie en travaillant une dizaine d'années dans l'industrie française de l'aluminium. En 1919, il crée son atelier de fabrication de produits en aluminium à Crusinallo dans son Piémont natal,. Il transforme par la suite son atelier – Alfonso Bialetti & C. Fonderia in Conchiglia – en studio de design et de production.

### La conception de la Moka Express

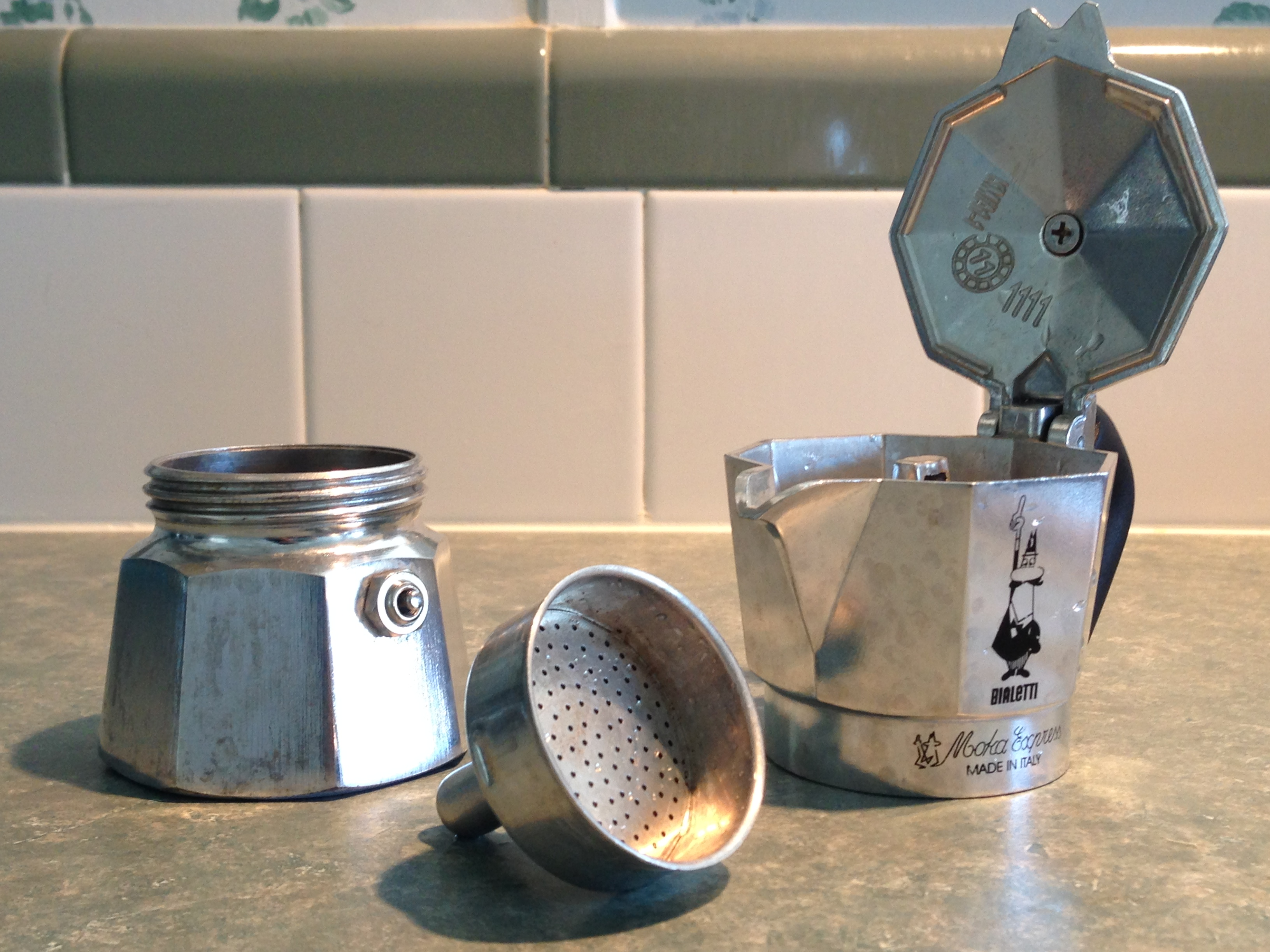
Cafetière Moka.

Bialetti termine la conception de la Moka Express en 1933. La cafetière est également appelée Moka, une Bialetti et en italien la Moka, la macchinetta (« la petite machine ») ou la caffettiera. Les plans de la Moka Express sont exposés au Design Museum à Londres. L'utilisation de l'aluminium pour fabriquer le corps de la cafetière est un concept nouveau car l'aluminium n'est alors pas un matériau « domestique ».

### Développement de l'entreprise
La cafetière Moka propulse l'entreprise Bialetti comme le leader italien de la fabrication et de la conception de cafetières. Entre 1934 et 1940, la cafetière n'est vendue que localement par Alfsonso dans les marchés piémontais. Il ne vend en 6 ans que 70 000 unités. Pendant la Seconde Guerre mondiale, l'augmentation du prix du café et de l'aluminium met la production des produits de Bialetti au point mort. En 1946, le fils d'Alfonso, Renato, restreint la production de l'entreprise à un seul produit : la Moka Express. Une grande campagne marketing est lancée par Renato : télévisions, encarts publicitaires couvrant Milan et même l'érection d'une statue géante de la Moka Express. Depuis de nombreuses copies de la cafetière Moka sont apparues et le marketing est devenu un élément clé pour assurer la pérennité et le succès de la marque Bialetti. L'omino con i baffi – la mascotte de l'entreprise – est une caricature de Renato Bialetti. Les premières esquisses sont faites et le logo créé en 1933 par Paul Campani.
En 2001, 220 millions d'unités ont été produites.

## Source de traduction
- (en) Cet article est partiellement ou en totalité issu de l’article de Wikipédia en anglais intitulé « Alfonso Bialetti » (voir la liste des auteurs).